# Municipio de Grant (condado de Sioux)
El municipio de Grant (en inglés: Grant Township) es un municipio ubicado en el condado de Sioux en el estado estadounidense de Iowa. En el año 2010 tenía una población de 571 habitantes y una densidad poblacional de 6,2 personas por km².

## Geografía
El municipio de Grant se encuentra ubicado en las coordenadas 43°12′53″N 95°55′17″O / 43.21472, -95.92139. Según la Oficina del Censo de los Estados Unidos, el municipio tiene una superficie total de 92.14 km², de la cual 92,14 km² corresponden a tierra firme y (0 %) 0 km² es agua.

## Demografía
Según el censo de 2010, había 571 personas residiendo en el municipio de Grant. La densidad de población era de 6,2 hab./km². De los 571 habitantes, el municipio de Grant estaba compuesto por el 97,72 % blancos, el 0,18 % eran afroamericanos, el 0,18 % eran amerindios, el 1,05 % eran asiáticos, el 0,35 % eran de otras razas y el 0,53 % eran de una mezcla de razas. Del total de la población el 1,58 % eran hispanos o latinos de cualquier raza.